# Список лінійних кораблів Великої Британії
Список лінійних кораблів Великої Британії — перелік лінійних кораблів, які перебували на озброєнні Королівського військово-морського флоту Великої Британії.
У 1907 році, до революції у військово-морській справі, спричиненої появою «Дредноута», при будівництві якого був реалізований так званий принцип «all-big-gun» («усі гармати великі»), Королівський флот Великої Британії мав 62 лінкори, що перебували або на озброєнні, або на стадії будівництва, маючи перевагу у 26 кораблів у порівнянні з Францією та 50 з Німецькою імперією. Поява дредноута в 1906 році викликала гонку озброєнь із серйозними стратегічними наслідками, оскільки країни будували власні дредноути. Володіння сучасними бойовими кораблями було не тільки життєво важливим для військово-морської могутності, але й представляло становище нації у світі. Німеччина, Франція, Російська імперія, Японія, Італія, Австро-Угорщина та Сполучені Штати — всі вони почали програми будівництва дредноутів; держави другого рангу, включаючи Османську імперію, Аргентину, Бразилію та Чилі, що не мали власні потужності у будівництві кораблів такого класу, замовляли будівництво дредноутів на британських та американських верфях.
На початку Першої світової війни Королівський флот був найбільшим військово-морським флотом у світі, здебільшого завдяки Акту про військово-морську оборону 1889 року, який офіційно затвердив «стандарт двох сил», який вимагав від флоту підтримувати таку кількість лінійних кораблів, яка принаймні буде дорівнювати загальній сумарній чисельності наступних двох найбільших флотів світу. Більшість сил Королівського флоту дислокувалася вдома у Великому флоті, головною метою якого було стримування та готовність протидіяти німецькому Флоту відкритого моря. Лінійні кораблі Королівського флоту та Німецького імперського флоту іноді вступали в контакт, зокрема в Ютландській битві, але не сталося жодної вирішальної морської битви, з якої хоча один з флотів вийшов переможцем.
У міжвоєнний період лінкори піддалися суворим міжнародним обмеженням, щоб запобігти розгортанню гонки озброєнь, що коштувало дуже дорого будь-який державі світу. Зіткнувшись з перспективою гонки військово-морських озброєнь з Великою Британією та Японією, що, у свою чергу, призвело б до можливої війни на Тихому океані, США стали ініціаторами укладання Вашингтонського морського договору 1922 року. Цей договір обмежував кількість і розмір лінійних кораблів, якими могла володіти кожна велика нація, і вимагала від Британії прийняти паритет із США та відмовитися від британського альянсу з Японією. За Вашингтонським договором послідувала низка інших військово-морських договорів щодо обмеження розміру та кількості військових кораблів, які завершилися Другим Лондонським військово-морським договором у 1936 році. Ці договори фактично втратили чинність 1 вересня 1939 року з початком Другої світової війни.
Договірні обмеження означали, що в 1919—1939 роках було спущено на воду менше нових лінійних кораблів, ніж у 1905—1914 роках. Договори також гальмували подальший розвиток, встановлюючи максимальні обмеження на водотоннажність кораблів і змусили Королівський флот прийняти компромісні проекти для лінкорів типу «Нельсон» і «Кінг Джордж V». Такі проєкти, як британський лінкор типу N3, продовжували тенденцію до створення більших кораблів із більшою гарматою та товстішою бронею, але так і ніколи не зійшли з креслярської дошки. Ті проєкти, які були замовлені в цей період, називали договірними лінійними кораблями. Після Другої світової війни чотири лінкори Королівського флоту типу «Кінг Джордж V» були списані на металобрухт у 1957 році, а «Венгард» — у 1960 році. Усі інші вцілілі британські лінкори були продані або розібрані до 1949 року.

## Лінійні кораблі Великої Британії
Позначення

### Пре-дредноути
| № з/п         | Бортовий номер | Зображення | Назва             | Тип               | Водотоннажність | Закладений        | Спущено на воду   | Введено в експлуатацію | Статус | Прим.                                                                                    |
| ------------- | -------------- | ---------- | ----------------- | ----------------- | --------------- | ----------------- | ----------------- | ---------------------- | --- | ---------------------------------------------------------------------------------------- |
| Пре-дредноути |                |            |                   |                   |                 |                   |                   |                        | |                                                                                          |
| 1             |                |            | «Ройял Соверен»   | «Ройял Соверен»   | 15 830 тонн     | 30 вересня 1889   | 26 лютого 1891    | 31 травня 1892         | 7 жовтня 1913 року проданий на брухт |                                                                                          |
| 2             |                |            | «Худ»             | «Ройял Соверен»   | 15 830 тонн     | 12 серпня 1889    | 30 липня 1891     | 1 червня 1893          | 4 листопада 1914 року затоплений як блокшив у Портлендській бухті                                                                        |                                                                                          |
| 3             |                |            | «Імпрес оф Індіа» | «Ройял Соверен»   | 15 830 тонн     | 9 липня 1889      | 7 травня 1891     | 11 вересня 1893        | 4 листопада 1913 року затоплений як корабель-мішень у бухті Лайм                                                                         |                                                                                          |
| 4             |                |            | «Раміліз»         | «Ройял Соверен»   | 15 830 тонн     | 11 серпня 1890    | 1 березня 1892    | 17 жовтня 1893         | 7 жовтня 1913 року проданий на брухт |                                                                                          |
| 5             |                |            | «Резолюшн»        | «Ройял Соверен»   | 15 830 тонн     | 14 серпня 1890    | 28 травня 1892    | 5 грудня 1893          | 2 квітня 1914 року проданий на брухт |                                                                                          |
| 6             |                |            | «Рівендж»         | «Ройял Соверен»   | 15 830 тонн     | 12 лютого 1891    | 3 листопада 1892  | 14 січня 1896          | 6 листопада 1919 року проданий на брухт                                                                                                  |                                                                                          |
| 7             |                |            | «Ріпалс»          | «Ройял Соверен»   | 15 830 тонн     | 1 січня 1890      | 27 лютого 1892    | 25 квітня 1894         | 11 липня 1911 року проданий на брухт |                                                                                          |
| 8             |                |            | «Роял Оак»        | «Ройял Соверен»   | 15 830 тонн     | 29 травня 1890    | 5 листопада 1892  | 14 січня 1896          | 14 січня 1914 року проданий на брухт |                                                                                          |
| 9             |                |            | «Центуріон»       | «Центуріон»       | 10 670 тонн     | 30 березня 1890   | 3 серпня 1892     | 14 лютого 1894         | 12 липня 1910 року проданий на брухт |                                                                                          |
| 10            |                |            | «Барфлер»         | «Центуріон»       | 10 670 тонн     | 12 жовтня 1890    | 10 серпня 1892    | 22 червня 1894         | 12 липня 1910 року проданий на брухт |                                                                                          |
| 11            |                |            | «Рінаун»          | «Рінаун»          | 13 071 тонна    | 1 лютого 1893     | 8 травня 1895     | січень 1897            | 1 квітня 1914 року проданий на брухт |                                                                                          |
| 12            |                |            | «Магніфішент»     | «Маджестік»       | 16 060 тонн     | 18 грудня 1893    | 19 грудня 1894    | 12 грудня 1895         | 9 травня 1921 року проданий на брухт |                                                                                          |
| 13            |                |            | «Маджестік»       | «Маджестік»       | 16 060 тонн     | 5 лютого 1894     | 31 січня 1895     | 12 грудня 1895         | 27 травня 1915 року потоплений західніше мису Геллес (Галліполі) торпедною атакою німецького ПЧ U-21                                     |                                                                                          |
| 14            |                |            | «Вікторіос»       | «Маджестік»       | 16 060 тонн     | 28 травня 1894    | 19 жовтня 1895    | 4 листопада 1896       | 9 квітня 1923 року проданий на брухт |                                                                                          |
| 15            |                |            | «Принц Георг»     | «Маджестік»       | 16 060 тонн     | 10 вересня 1894   | 22 серпня 1895    | 26 листопада 1896      | 22 вересня 1921 року проданий на брухт                                                                                                   |                                                                                          |
| 16            |                |            | «Джюпіте»         | «Маджестік»       | 16 060 тонн     | 26 квітня 1894    | 18 листопада 1895 | 8 червня 1897          | 15 січня 1920 року проданий на брухт |                                                                                          |
| 17            |                |            | «Марс»            | «Маджестік»       | 16 060 тонн     | 2 червня 1894     | 30 березня 1896   | 8 червня 1897          | 9 травня 1921 року проданий на брухт |                                                                                          |
| 18            |                |            | «Сізар»           | «Маджестік»       | 16 060 тонн     | 25 березня 1895   | 2 вересня 1896    | 13 січня 1898          | 8 листопада 1921 року проданий на брухт                                                                                                  |                                                                                          |
| 19            |                |            | «Ганібал»         | «Маджестік»       | 16 060 тонн     | 1 травня 1895     | 28 квітня 1896    | квітень 1898           | 28 січня 1920 року проданий на брухт |                                                                                          |
| 20            |                |            | «Іластріас»       | «Маджестік»       | 16 060 тонн     | 11 березня 1895   | 17 вересня 1896   | 15 квітня 1898         | 18 червня 1920 року проданий на брухт |                                                                                          |
| 21            |                |            | «Канопус»         | «Канопус»         | 14 500 тонн     | 4 січня 1897      | 12 жовтня 1897    | 5 грудня 1899          | 18 лютого 1920 року проданий на брухт |                                                                                          |
| 22            |                |            | «Оушн»            | «Канопус»         | 14 500 тонн     | 15 лютого 1897    | 5 липня 1898      | 20 лютого 1900         | 18 березня 1915 року загинув, підірвавшись на міні в ході боїв за Дарданели                                                              |                                                                                          |
| 23            |                |            | «Голіаф»          | «Канопус»         | 14 500 тонн     | 4 січня 1897      | 23 березня 1898   | 27 березня 1900        | 13 травня 1915 року потоплений торпедною атакою османського есмінця «Муавенет-і Міліє» в ході боїв за Дарданели                          |                                                                                          |
| 24            |                |            | «Глорі»           | «Канопус»         | 14 500 тонн     | 1 грудня 1896     | 11 березня 1899   | 1 листопада 1900       | 19 грудня 1922 року проданий на брухт |                                                                                          |
| 25            |                |            | «Альбіон»         | «Канопус»         | 14 500 тонн     | 3 грудня 1896     | 21 червня 1898    | 25 червня 1901         | 11 грудня 1919 року проданий на брухт |                                                                                          |
| 26            |                |            | «Вендженс»        | «Канопус»         | 14 500 тонн     | 23 серпня 1898    | 25 липня 1899     | 8 квітня 1902          | 1 грудня 1921 року проданий на брухт |                                                                                          |
| 27            |                |            | «Фомідебл»        | «Фомідебл»        | 16 100 тонн     | 21 березня 1898   | 17 листопада 1898 | 10 жовтня 1901         | 1 січня 1915 року потоплений у Ла-Манші внаслідок торпедної атаки німецького підводного човна U-24                                       |                                                                                          |
| 28            |                |            | «Імплакебл»       | «Фомідебл»        | 16 100 тонн     | 13 липня 1898     | 11 березня 1899   | 10 вересня 1901        | 8 листопада 1921 року проданий на брухт                                                                                                  |                                                                                          |
| 29            |                |            | «Іррезістебл»     | «Фомідебл»        | 16 100 тонн     | 11 квітня 1898    | 15 грудня 1898    | 4 лютого 1902          | 18 березня 1915 року загинув, підірвавшись на міні в ході боїв за Дарданели                                                              |                                                                                          |
| 30            |                |            | «Лондон»          | «Лондон»          | 16 211 тонн     | 8 грудня 1898     | 21 вересня 1899   | 7 червня 1902          | 4 червня 1920 року проданий на брухт |                                                                                          |
| 31            |                |            | «Балвек»          | «Лондон»          | 16 211 тонн     | 20 березня 1899   | 18 жовтня 1899    | 18 березня 1902        | 26 листопада 1914 року затонув унаслідок внутрішнього вибуху поблизу Ширнесса                                                            |                                                                                          |
| 32            |                |            | «Венерабл»        | «Лондон»          | 16 211 тонн     | 2 січня 1899      | 2 листопада 1899  | 12 листопада 1902      | 4 червня 1920 року проданий на брухт |                                                                                          |
| 33            |                |            | «Квін»            | «Лондон»          | 16 211 тонн     | 12 березня 1901   | 8 березня 1902    | 7 квітня 1904          | 4 вересня 1920 року проданий на брухт |                                                                                          |
| 34            |                |            | «Принц Уельський» | «Лондон»          | 16 211 тонн     | 20 березня 1901   | 25 березня 1902   | 18 травня 1904         | 12 квітня 1920 року проданий на брухт |                                                                                          |
| 35            |                |            | «Дункан»          | «Дункан»          | 13 966 тонн     | 10 липня 1899     | 21 березня 1901   | 8 жовтня 1903          | 18 лютого 1920 року проданий на брухт |                                                                                          |
| 36            |                |            | «Рассел»          | «Дункан»          | 13 966 тонн     | 11 березня 1899   | 19 лютого 1901    | 19 лютого 1903         | 26 квітня 1916 року підірвався на міні поблизу Мальти                                                                                    |                                                                                          |
| 37            |                |            | «Ексмут»          | «Дункан»          | 13 966 тонн     | 10 серпня 1899    | 31 серпня 1901    | 2 червня 1903          | 15 січня 1920 року проданий на брухт |                                                                                          |
| 38            |                |            | «Монтегю»         | «Дункан»          | 13 966 тонн     | 23 листопада 1899 | 5 березня 1901    | 28 липня 1903          | 30 травня 1906 року сів на мілину біля острову Ланді                                                                                     |                                                                                          |
| 39            |                |            | «Альбемарль»      | «Дункан»          | 13 966 тонн     | 1 січня 1900      | 5 березня 1901    | 12 листопада 1903      | 19 листопада 1919 року проданий на брухт                                                                                                 |                                                                                          |
| 40            |                |            | «Корнуоліс»       | «Дункан»          | 13 966 тонн     | 19 липня 1899     | 17 липня 1901     | 9 лютого 1904          | 9 січня 1917 року потоплений південно-східніше Мальти торпедною атакою німецького ПЧ U-32                                                |                                                                                          |
| 41            |                |            | «Кінг Едвард VII» | «Кінг Едвард VII» | 17 567 тонн     | 8 березня 1902    | 23 липня 1903     | 7 лютого 1905          | 6 січня 1916 року затонув унаслідок підриву на міні поблизу мису Рат                                                                     |                                                                                          |
| 42            |                |            | «Комонвелс»       | «Кінг Едвард VII» | 17 567 тонн     | 17 червня 1902    | 13 травня 1903    | 9 травня 1905          | 18 листопада 1921 року проданий на брухт                                                                                                 |                                                                                          |
| 43            |                |            | «Нью Зіланд»      | «Кінг Едвард VII» | 17 567 тонн     | 9 лютого 1903     | 4 лютого 1904     | 11 липня 1905          | 8 листопада 1921 року проданий на брухт                                                                                                  |                                                                                          |
| 44            |                |            | «Домініон»        | «Кінг Едвард VII» | 17 567 тонн     | 23 травня 1902    | 25 серпня 1903    | 15 серпня 1905         | 9 травня 1921 року проданий на брухт |                                                                                          |
| 45            |                |            | «Гіндустан»       | «Кінг Едвард VII» | 17 567 тонн     | 25 жовтня 1902    | 19 грудня 1903    | 22 серпня 1905         | 9 травня 1921 року проданий на брухт |                                                                                          |
| 46            |                |            | «Британія»        | «Кінг Едвард VII» | 17 567 тонн     | 4 лютого 1904     | 10 грудня 1904    | 8 вересня 1906         | 9 листопада 1918 року потоплений торпедою німецького човна UB-50 північно-західніше Гібралтарської протоки неподалік від мису Трафальгар |                                                                                          |
| 47            |                |            | «Африка»          | «Кінг Едвард VII» | 17 567 тонн     | 27 січня 1904     | 20 травня 1905    | 6 листопада 1906       | 30 червня 1920 року проданий на брухт |                                                                                          |
| 48            |                |            | «Гіберніа»        | «Кінг Едвард VII» | 17 567 тонн     | 6 січня 1904      | 17 червня 1905    | 2 січня 1907           | 8 листопада 1921 року проданий на брухт                                                                                                  |                                                                                          |
| 49            |                |            | «Свіфтшур»        | «Свіфтшур»        | 14 060 тонн     | 26 лютого 1902    | 12 січня 1903     | 21 червня 1904         | 18 червня 1920 року проданий на брухт | будувалися на замовлення ВМС Чилі; 3 грудня 1903 року викуплений для Королівського флоту |
| 50            |                |            | «Траємф»          | «Свіфтшур»        | 14 060 тонн     | 26 лютого 1902    | 15 січня 1903     | 21 червня 1904         | 25 травня 1915 року потоплений західніше мису Геллес (Галліполі) німецьким ПЧ U-21                                                       | будувалися на замовлення ВМС Чилі; 3 грудня 1903 року викуплений для Королівського флоту |
| 51            |                |            | «Агамемнон»       | «Лорд Нельсон»    | 18 110 тонн     | 15 травня 1905    | 23 червня 1906    | 25 червня 1908         | 24 січня 1927 року проданий на брухт |                                                                                          |
| 52            |                |            | «Лорд Нельсон»    | «Лорд Нельсон»    | 18 110 тонн     | 18 травня 1905    | 4 вересня 1906    | 1 грудня 1908          | 4 червня 1920 року проданий на брухт |                                                                                          |

### Дредноути
| № з/п     | Бортовий номер | Зображення | Назва         | Тип           | Водотоннажність | Закладений     | Спущено на воду  | Введено в експлуатацію | Статус                                                               | Прим. |
| --------- | -------------- | ---------- | ------------- | ------------- | --------------- | -------------- | ---------------- | ---------------------- | -------------------------------------------------------------------- | ----- |
| Дредноути |                |            |               |               |                 |                |                  |                        |                                                                      |       |
| 53        |                |            | «Дредноут»    | «Дредноут»    | 18 410 тонн     | 2 жовтня 1905  | 10 лютого 1906   | 2 грудня 1906          | 9 травня 1921 року проданий на брухт                                 |       |
| 54        |                |            | «Беллерофон»  | «Беллерофон»  | 18 890 тонн     | 3 грудня 1906  | 27 липня 1907    | 27 лютого 1909         | 8 листопада 1921 року проданий на брухт                              |       |
| 55        |                |            | «Сьюперб»     | «Беллерофон»  | 18 890 тонн     | 6 лютого 1907  | 7 листопада 1907 | 29 травня 1909         | 12 грудня 1923 року проданий на брухт                                |       |
| 56        |                |            | «Темерер»     | «Беллерофон»  | 18 890 тонн     | 1 січня 1907   | 24 серпня 1907   | 15 травня 1909         | 7 грудня 1921 року проданий на брухт                                 |       |
| 57        |                |            | «Сен-Вінсент» | «Сен-Вінсент» | 20 000 тонн     | 30 грудня 1907 | 10 вересня 1908  | 3 травня 1910          | 1 грудня 1921 року проданий на брухт                                 |       |
| 58        |                |            | «Коллінгвуд»  | «Сен-Вінсент» | 20 000 тонн     | 3 лютого 1908  | 7 листопада 1908 | 19 квітня 1910         | 12 грудня 1922 року проданий на брухт                                |       |
| 59        |                |            | «Вангард»     | «Сен-Вінсент» | 20 000 тонн     | 2 квітня 1908  | 22 лютого 1909   | 1 березня 1910         | 9 липня 1917 року затонув унаслідок внутрішнього вибуху в Скапа-Флоу |       |
| 60        |                |            | «Нептун»      | «Нептун»      | 20 000 тонн     | 19 січня 1909  | 30 вересня 1909  | 11 січня 1911          | у вересні 1922 року проданий на брухт                                |       |
| 61        |                |            | «Колоссус»    | «Колоссус»    | 20 350 тонн     | 8 липня 1909   | 9 квітня 1910    | 8 серпня 1911          | у липні 1928 року проданий на брухт                                  |       |
| 62        |                |            | «Геркулес»    | «Колоссус»    | 20 350 тонн     | 30 липня 1909  | 10 травня 1910   | 31 липня 1911          | 8 листопада 1921 року проданий на брухт                              |       |

### Супердредноути
| № з/п          | Бортовий номер | Зображення | Назва      | Тип     | Водотоннажність | Закладений        | Спущено на воду | Введено в експлуатацію | Статус                                  | Прим. |
| -------------- | -------------- | ---------- | ---------- | ------- | --------------- | ----------------- | --------------- | ---------------------- | --------------------------------------- | ----- |
| Супердредноути |                |            |            |         |                 |                   |                 |                        |                                         |       |
| 63             |                |            | «Орайон»   | «Оріон» | 22 270 тонн     | 29 листопада 1909 | 20 серпня 1910  | 2 січня 1912           | 19 грудня 1922 року проданий на брухт   |       |
| 64             |                |            | «Монарх»   | «Оріон» | 22 270 тонн     | 1 квітня 1910     | 30 березня 1911 | 27 квітня 1912         | 21 січня 1925 року проданий на брухт    |       |
| 65             |                |            | «Конкерор» | «Оріон» | 22 270 тонн     | 5 квітня 1910     | 1 травня 1911   | 23 листопада 1912      | 19 грудня 1922 року проданий на брухт   |       |
| 66             |                |            | «Тандерер» | «Оріон» | 22 270 тонн     | 13 квітня 1910    | 1 лютого 1911   | 15 червня 1912         | 6 листопада 1926 року проданий на брухт |       |

### Лінійні кораблі
| № з/п           | Бортовий номер | Зображення | Назва              | Тип             | Водотоннажність | Закладений        | Спущено на воду   | Введено в експлуатацію | Статус                                                                                                 | Прим. |
| --------------- | -------------- | ---------- | ------------------ | --------------- | --------------- | ----------------- | ----------------- | ---------------------- | --- | --- |
| Лінійні кораблі |                |            |                    |                 |                 |                   |                   |                        | | |
| 67              |                |            | «Кінг Джордж V»    | «Кінг Джордж V» | 25 830 тонн     | 16 січня 1911     | 9 жовтня 1911     | 16 листопада 1912      | у грудні 1926 року проданий на брухт                                                                   | |
| 68              |                |            | «Сентуріон»        | «Кінг Джордж V» | 25 830 тонн     | 16 січня 1911     | 18 листопада 1911 | 22 травня 1913         | 7 червня 1944 року затоплений як блокшив у бухті «Малберрі» біля нормандського берега                  | |
| 69              |                |            | «Одейшес»          | «Кінг Джордж V» | 25 830 тонн     | 23 березня 1911   | 14 вересня 1912   | 15 жовтня 1913         | 27 жовтня 1914 року затонув унаслідок підриву на німецькій міні поблизу ірландського узбережжя Донегол | |
| 70              |                |            | «Аякс»             | «Кінг Джордж V» | 25 830 тонн     | 27 лютого 1911    | 21 березня 1912   | 31 жовтня 1913         | 10 грудня 1926 року проданий на брухт                                                                  | |
| 71              |                |            | «Айрон Дюк»        | «Айрон Дюк»     | 25 400 тонн     | 12 січня 1912     | 12 жовтня 1912    | 10 березня 1914        | 2 березня 1946 року проданий на брухт                                                                  | |
| 72              |                |            | «Мальборо»         | «Айрон Дюк»     | 25 400 тонн     | 25 січня 1912     | 24 жовтня 1912    | 2 червня 1914          | 27 червня 1932 року проданий на брухт                                                                  | |
| 73              |                |            | «Бенбоу»           | «Айрон Дюк»     | 25 400 тонн     | 30 травня 1912    | 12 листопада 1913 | 7 жовтня 1914          | у березні 1931 року проданий на брухт                                                                  | |
| 74              |                |            | «Емперор оф Індіа» | «Айрон Дюк»     | 25 400 тонн     | 31 травня 1912    | 27 листопада 1913 | 10 листопада 1914      | у червні 1931 року затоплений як корабель-мішень; згодом піднятий та проданий на брухт                 | |
| 75              |                |            | «Аджінкорт»        | «Аджінкорт»     | 27 850 тонн     | 14 вересня 1911   | 22 січня 1913     | 7 серпня 1914          | 19 грудня 1922 року проданий на брухт                                                                  | Закладений як «Ріо-де-Жанейро» для ВМС Бразилії, на етапі будівництва переуступлений Османській імперії і перейменований в османському флоті на «Султан Осман I». З початком Першої світової війни реквізований, увійшов до складу британського ВМФ |
| 76              |                |            | «Ерін»             | «Ерін»          | 23 150 тонн     | 6 грудня 1911     | 3 вересня 1913    | серпень 1914           | 19 грудня 1922 року проданий на брухт                                                                  | Закладений для османського флоту на «Решад V». 31 липня 1914 року реквізований, увійшов до складу британського ВМФ |
| 77              |                |            | «Канада»           | «Канада»        | 29 080 тонн     | 27 листопада 1911 | 27 листопада 1913 | 9 вересня 1914         | У 1959 році розрізаний на метал                                                                        | Будувався на замовлення Чилі. У квітні 1920 року повторно проданий ВМС Чилі |
| 78              |                |            | «Квін Елізабет»    | «Квін Елізабет» | 27 940 тонн     | 21 жовтня 1912    | 16 жовтня 1913    | 22 грудня 1914         | 7 липня 1948 року проданий на брухт                                                                    | |
| 79              | 03             |            | «Ворспайт»         | «Квін Елізабет» | 27 940 тонн     | 31 жовтня 1912    | 26 листопада 1913 | 8 березня 1915         | у липні 1946 року проданий на брухт                                                                    | |
| 80              | 04             |            | «Барем»            | «Квін Елізабет» | 27 940 тонн     | 24 лютого 1913    | 31 жовтня 1914    | 19 жовтня 1915         | 25 листопада 1941 року затоплений німецьким підводним човном U-331 північніше Сіді-Баррані, Єгипет     | |
| 81              |                |            | «Валіант»          | «Квін Елізабет» | 27 940 тонн     | 31 січня 1913     | 4 листопада 1914  | 19 лютого 1916         | 19 березня 1948 року проданий на брухт                                                                 | |
| 82              | 01             |            | «Малайя»           | «Квін Елізабет» | 27 940 тонн     | 20 жовтня 1913    | 18 березня 1915   | 1 лютого 1916          | 20 лютого 1948 року проданий на брухт                                                                  | |
| 83              | 06             |            | «Рівендж»          | «Рівендж»       | 28 450 тонн     | 22 грудня 1913    | 29 травня 1915    | 1 лютого 1916          | у лютому 1948 року проданий на брухт                                                                   | |
| 84              | 05             |            | «Роял Соверін»     | «Рівендж»       | 28 450 тонн     | 15 січня 1914     | 29 квітня 1915    | травень 1916           | у лютому 1949 року проданий на брухт                                                                   | 30 травня 1944 року переданий радянському ВМФ; уведений до строю як «Архангельськ». У січні 1949 року повернутий Великій Британії, незабаром списаний на брухт                                                                                      |
| 85              | 08             |            | «Роял Оук»         | «Рівендж»       | 28 450 тонн     | 15 січня 1914     | 17 листопада 1914 | 1 травня 1916          | 14 жовтня 1939 року потоплений німецьким підводним човном U-47 в бухті Скапа-Флоу                      | |
| 86              | 09             |            | «Резолюшн»         | «Рівендж»       | 28 450 тонн     | 29 листопада 1913 | 14 січня 1915     | 30 грудня 1916         | 5 травня 1948 року проданий на брухт                                                                   | |
| 87              | 07             |            | «Раміліз»          | «Рівендж»       | 28 450 тонн     | 12 листопада 1913 | 12 червня 1916    | 1 вересня 1917         | 2 лютого 1948 року проданий на брухт                                                                   | |
| ★               |                |            |                    | «N3»            | 48 800 тонн     |                   |                   |                        | | Проєкт було скасовано у зв'язку з укладенням Вашингтонської морської угоди 1922 року, яка зокрема встанговила обмеження розмірів та озброєння лінкорів                                                                                              |
| 88              | 28             |            | «Нельсон»          | «Нельсон»       | 34 440 тонн     | 28 грудня 1922    | 3 вересня 1925    | 15 серпня 1927         | 15 березня 1949 року проданий на металобрухт                                                           | |
| 89              | 29             |            | «Родні»            | «Нельсон»       | 34 440 тонн     | 28 грудня 1922    | 17 грудня 1925    | 10 листопада 1927      | 26 березня 1948 року проданий на металобрухт                                                           | |
| 90              | 41             |            | «Кінг Джордж V»    | «Кінг Джордж V» | 37 320 тонн     | 1 січня 1937      | 21 лютого 1939    | 11 грудня 1940         | 30 квітня 1957 року виключений зі складу флоту і на початку 1958 року проданий на брухт                | |
| 91              | 53             |            | «Принс оф Уелс»    | «Кінг Джордж V» | 37 320 тонн     | 1 січня 1937      | 3 травня 1939     | 19 січня 1941          | 10 грудня 1941 року потоплений японською авіацією в Південнокитайському морі в бою біля Куантана       | |
| 92              | 17             |            | «Дюк оф Йорк»      | «Кінг Джордж V» | 37 320 тонн     | 5 травня 1937     | 28 лютого 1940    | 4 листопада 1941       | 30 квітня 1957 року виключений зі складу флоту і наступного року утилізований                          | |
| 93              | 79             |            | «Енсон»            | «Кінг Джордж V» | 37 320 тонн     | 20 липня 1937     | 24 лютого 1940    | 22 червня 1942         | 18 травня 1957 року списаний на брухт                                                                  | |
| 94              | 32             |            | «Хау»              | «Кінг Джордж V» | 37 320 тонн     | 1 червня 1937     | 9 квітня 1940     | 29 серпня 1942         | 2 червня 1958 року списаний на брухт                                                                   | |
| ★               |                |            |                    | «Лайон»         | 47 110 тонн     |                   |                   |                        | | Проєкт було скасовано. Всього планувалося побудувати чотири одиниці: «Лайон» (англ. Lion), «Тімірер» (англ. Temeraire), «Конкерор» (англ. Conqueror) «Тандерер» (англ. Thunderer)                                                                   |
| 95              | 23             |            | «Венгард»          | «Венгард»       | 45 200 тонн     | 2 жовтня 1941     | 30 листопада 1944 | 9 серпня 1946          | 7 червня 1960 року списаний на брухт                                                                   | |